# Vol Nigeria Airways 250
Le 28 novembre 1983 à 11h13, un Fokker F28 assurant le vol Nigeria Airways 250, un vol intérieur régulier nigérian reliant Lagos à Enugu, au Nigeria, s'est écrasé dans un champ à 3 km de la piste d'atterrissage, lors de son approche finale vers l'aéroport international Akanu Ibiam (en).
On dénombre 53 morts parmi les 72 personnes à bord de l'avion, ce qui en fait, à l'époque, le quatrième accident aérien le plus meurtrier survenu au Nigeria.

## Avion
L'appareil impliqué est un Fokker F28-2000 âgé de 8 ans, immatriculé 5N-ANF (numéro de série 11090) ayant effectué son premier vol le 10 février 1975. Ce biréacteur court-courrier totalise 10 618 heures de vol et 14 149 cycles (décollage/atterrissage) au moment de l'accident.

## Accident
Lors de la phase d'approche vers Enugu, les pilotes du vol 250 ont décidé d'effectuer l'approche en se servant du radiophare omnidirectionnel VHF (VOR) de l'aéroport. À ce moment-là, les conditions météo sont très mauvaise et la visibilité est alors inférieure au minimum requis pour ce type d'approche. 
L'altitude minimale de descente (MDA), qui est alors de 300 pieds (91 m), a été maintenue au-dessus du sol par les pilotes, mais pour des raisons inconnues, l'avion a commencé à descendre sous la MDA alors qu'il était à environ 3 km du seuil de la piste. Le Fokker F28 a finalement percuté le sol, dans un champ de manioc situé à proximité de l'aéroport.
Le train d'atterrissage a été arraché du fuselage, et l'avion a continuer de dérapé sur plusieurs dizaines de mètres à travers le champ. L'aile et le moteur gauche ont été arrachés par des arbres sur la trajectoire de l'avion. Puis, la cloison de pressurisation arrière, l'empennage et la partie arrière du fuselage se sont séparés du reste de l'appareil. Le cockpit et l'avant du fuselage ont été fortement endommagés et les soutes à bagages se sont rompues à la suite du choc initial. Un incendie s'est rapidement déclaré au niveau de l'aile arrachée et a ensuite ravagé les restes du fuselage.

## Victimes
Au total, 53 personnes sont mortes dans l'accident : 15 ont été tués lors de l'impact initial et 38 ont péri dans l'incendie qui a suivi. Sur les 19 survivants, 9 ont été grièvement blessés. 10 personnes n'ont été que légèrement blessées ou n'ont pas été blessés du tout.
Les deux pilotes et l'agent de bord survivant ainsi que certains passagers se sont échappés de l'épave par les fenêtres du cockpit.
Parmi les victimes figurent quatre enfants du sénateur nigérian Offia Nwali.

## Cause de l'accident
La cause probable de l'accident du vol 250 réside dans la décision de l'équipage de poursuivre l'approche dans des conditions météorologiques et avec une visibilité inférieures aux minimums requis ainsi que le non-respect de l'altitude minimale de descente, conduisant l'avion à percuter le sol avant le seuil de la piste